# Devon Ke Dev...Mahadev
Devon Ke Dev…Mahadev (Бог Богов … Махадев / देवों के देव… महादेव) — индийская мифологическая драма, снятая в формате телевизионного сериала, базирующаяся на легендах о Шиве, также известного как Махадев (Величайший Бог).
Основу сюжета составляют легенды о Шиве, взятые из сакральных текстов индуизма (в основном из Пуран), и работы известного мифолога Девдутта Паттанаика, сценарий написали Уткарш Наитхани и Михир Бхута. Сериал переведен также на несколько южноиндийских языков, где он демонстрируется под названиями «Kailashanathan» на малаяли, «Hara Hara Mahadeva» на телугу и «Shivam».

## Музыка
Для первых 140 эпизодов музыку написали Сандип Мукхердже, Kartik и братьями Санни и Индер Бавра. Сандип Мукхердже написал музыку для нескольких следующих эпизодов, после чего братья Бавра были выбраны, чтобы сочинять музыку на следующие серии. Музыкант Pakhawaj, певец и композитор Pandit Bhavani Shankar написали саундтрек для сцены «Tandav».

## В ролях

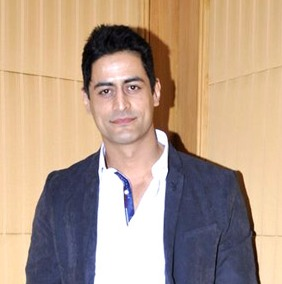
Мохит Райна

### Главные герои
- Мохит Райна[англ.] (Господь Шива)
- Сонарика Бхадория[англ.] / Пуджа Босе[англ.] / Сухаши Дхами (Богиня Парвати, Матсья, Ади Шакти)
- Муни Рой[англ.] (Сати, Ади Шакти)
- Саурабх Радж Джейн[англ.] (Господь Вишну)
- Ragini Dubey / Фалак Нааз[англ.] (Богиня Лакшми)
- Radha Krishna Dutt (Господь Брахма)
- Salina Prakash (Богиня Сарасвати)
- Kumar Hegde (Нанди)
- Rushiraj Pawar (взрослый Картикея)
- Sadhil Kapoor (маленький Ганеша / Винаяка)
- Ehsan Bhatia / Алпеш Дхакан[англ.] (взрослый Ганеша)
- Ашнур Каур[англ.] (маленькая Ашок Сундари)
- Ахсаас Чанна[англ.] (взрослая Ашок Сундари)
- Jiya Solanki / Anushka Sen (маленькая Парвати)

### Мудрецы
- Shailesh Dattar (мудрец Нарада)
- Manoj Khalatkar (мудрец Дадхичи)
- Rajeev Bharadwaj (мудрец Кашьяпа)
- Romanch Mehta (мудрец Атри)
- Jitendra Trehan (мудрец Маркандея)
- Darshan Gandas (мудрец Шукрачарья)

### Демоны
- Raj Premi (Таракасур)
- Arun Bali (Ваджранг, отец Таракасура)
- Akhilendra Mishra (царь Махабали)
- Sanjay Swaraj (Бхасмасур)
- Mohit Raina (Джаландхар)
- Manish Wadhwa / Tarun Khanna (Дашананд/Равана)
- Rahul Dev (Арунасур)
- Manav Gohil (Андхака)
- Sudesh Berry (Мани / Мала)

### Дэвы
- Jiten Lalwani / Vikram Aditya (Индра)
- Vicky Batra (Чандра)
- Manish Bishla (Сурья)
- Mohit Sharma (Васуки)

### Другие
- Surendra Pal (Праджапати Дакша)
- Shalini Kapoor Sagar (царица Прасути)
- Rishina Kandhari (принцесса Кхьяти)
- Priyanka Panchal (принцесса Адити)
- Charu Asopa (принцесса Ревати)
- Surbhi Shukla (принцесса Рохини)
- Manini M. Mishra (принцесса Виджья)
- Rakshanda Khan (Мадникей)
- Pankaj Dheer (царь Химаван)
- Mugdha Shah / Shilpa Tulaskar (царица Менавати)
- Suhasini Mulay (бабушка Парвати)
- Deepika Upadhyay / Sangeeta Khanayat (Ганга)
- Khyati Khandke (Криттика)
- Anjali Abrol (Минакши)
- Tanya Sharma (Девсена)
- Lavanya Bhardwaj / Rishi Khuranna (взрослый Нахуш)
- Prabhat Bhattacharya (царь Айю)
- Neha Kaul (Indumathi, жена Айю)
- Amrapali Gupta (Русалка)
- Neha Marda (Вринда/Тулси)
- Deepraj Rana (Парашурама)
- Ojaswi Oberoi/Parakh Madan (Мохини)
- Piyush Sahdev (Рама)
- Rubina Dilaik (Сита)
- Kunal Verma (Лакшмана)
- Vishal Kotian (Хануман)
- Vineet Kumar (Бхарата)

## Сериал в России
В России сериал нашёл своих многочисленных поклонников, осуществляющих коллективный перевод субтитров на русский язык.

## Награды
| Год  | Награда                       | Категория                                  | Номинант                | Результат |
| ---- | ----------------------------- | ------------------------------------------ | ----------------------- | --------- |
| 2012 | 5th Boroplus Gold Awards      | Most Fit Actor                             | Мохит Райна             | Номинация |
| 2012 | 5th Boroplus Gold Awards      | Most Fit Actress                           | Муни Рой                | Номинация |
| 2013 | BIG Star Entertainment Awards | Most Entertaining TV Actor (Male)          | Мохит Райна             | Победа    |
| 2013 | BIG Star Entertainment Awards | Most Entertaining TV Show (Fiction)        | Devon Ke Dev…Mahadev    | Номинация |
| 2013 | Indian Telly Awards           | Best Actor in a Lead Role                  | Мохит Райна             | Победа    |
| 2013 | Indian Telly Awards           | Best Special/Visual Effects for Television | Hardik Gajjar           | Победа    |
| 2013 | Indian Telly Awards           | Best Art Direction (Fiction)               | Chokkas Bhardwaj        | Победа    |
| 2013 | Indian Telly Awards           | Best Stylist                               | Nikhat Maryam Neerushaa | Победа    |
| 2013 | Indian Telly Awards           | Best Director (Soap & Drama)               | Nikhil Sinha            | Победа    |
| 2013 | Indian Telly Awards           | Best Story Writer                          | Annirudh Pathak         | Победа    |
| 2013 | Indian Telly Awards           | Best Mythological/ HistoricalSeries        | Devon Ke Dev…Mahadev    | Победа    |